# Efeito Zeeman

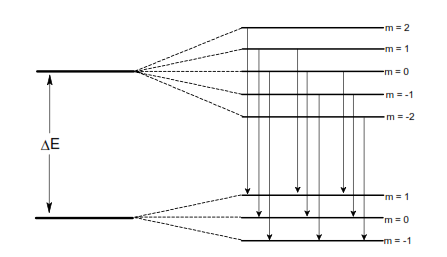
Efeito normal: das 15 transições possíveis entre os estados l = 2 e l = 1, separadas pelo campo magnético, ocorrem apenas 9, correspondendo a ∆m = mi - mf -1, 0, 1, sob a forma de três linhas.

O efeito Zeeman é o desdobramento das raias espectrais de um espectro em resposta à aplicação de um campo magnético a uma amostra. 

## Histórico

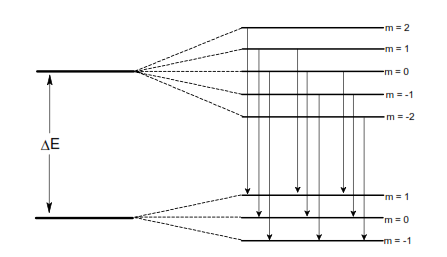
Efeito Zeeman normal: das 15 transições possíveis entre os estados l = 2 e l = 1, separadas pelo campo magnético, ocorrem apenas 9, correspondendo a ∆m = m_{i} - m_{f} -1, 0, 1, sob a forma de três linhas.

Em 1902, O Prêmio Nobel de Física foi concedido aos físicos holandeses Pieter Zeeman
(1865-1943) e Hendrik Antoon Lorentz (1853-1928) por suas investigações sobre o efeito do 
magnetismo sobre a radiação eletromagnética.
Em 1895, Lorentz publicou um trabalho intitulado Versuch einer Theorie der eletrischen und optichen Erscheinungen in bewegten kórpern, no qual apresentou a famosa teoria das partículas carregadas, denominadas por ele de íons, com o qual afirmou que são as oscilações dessas “partículas” constituintes dos corpos ponderáveis as responsáveis pela emissão do espectro luminoso de alguns deles.
Portanto, sendo isso verdade, Lorentz afirmou ainda que, se tais corpos fossem colocados em uma 
região contendo um campo magnético, aquelas oscilações deveriam sofrer alterações, 
provocando modificação no espectro luminoso, de tal modo que cada linha espectral emitida 
na ausência do campo magnético seria decomposta em três linhas por interferência desse 
referido campo. E mais ainda, continuou Lorentz com o seu raciocínio, quando a observação é 
feita na direção do campo magnético, aparecerão apenas duas linhas polarizadas 
circularmente e em sentido inverso uma da outra; quando a observação é feita perpendicularmente ao campo, aparecerão três linhas, sendo a central polarizada linearmente à  direção do campo (componente π), e as duas extremas, polarizadas também linearmente,  porém perpendicularmente à direção do campo (componente σ); essa denominação deriva da  palavra alemã senkrecht que significa perpendicular.
Em 1896, Zeeman publicou um trabalho na Verhandlungen der physikalischen Gesellschaft zu berlin 7 (p. 128), no qual confirmou experimentalmente as previsões que seu professor Lorentz fizera em 1895, da ação do campo magnético sobre as linhas espectrais. Em sua experiência, Zeeman usou uma bobina de  Rühmkorff de corrente de 27 amperes e uma rede de difração de Rowland de 44 983 linhas/polegada. Com esse equipamento, observou que a linha D do sódio (Na) separava-se em três, quando uma amostra desse elemento químico era colocado na região de forte campo magnético. Este fenômeno ficou mundialmente conhecido como efeito Zeeman normal.

## Efeito normal e anômalo
O efeito Zeeman normal é aquele pelo qual acontece o desdobramento de uma linha espectral de duas maneiras diferentes. Se a observação se fizer ao longo de uma direção paralela ao vetor de indução magnética {\displaystyle {\vec {B}}}, então a linha espectral original do espectro (na ausência de campo magnético) desdobrar-se-á em duas linhas. Se a observação for feita em uma direção perpendicular ao vetor {\displaystyle {\vec {B}}}, a linha original desdobrar-se-á em três linhas.
O efeito Zeeman anômalo em espectros na região vísivel do espectro eletromagnético é o desdobramento de uma risca espectroscópica original em 2j + 1 raias diferentes, onde j é a projecção do vetor momento angular qüântico sobre o eixo de quantização. Ocorre em campos fracos. A separação entre as raias espectrais varia.
Se o campo for muito intenso, sobrepujará o campo eletromagnético próprio do átomo e ocasionará o desdobramento das linhas em multipletos com separação constante. A esse efeito dá-se o nome de efeito Paschen-Back.

## Fenomenologia
Na maioria dos átomos, existem muitas configurações que têm a mesma energia, então estas transições entre diferentes pares de configurações correspondem a uma linha única. A presença de um campo magnético desfaz essa degenerescência, uma vez que interage de diferentes maneiras com os elétrons de diferentes números quânticos, modificando ligeiramente suas energias. O resultado é que, onde havia muitas configurações com a mesma energia, agora há energias diferentes, o que faz aparecer muitas linhas espectrais.
Uma vez que a distância entre os sub-níveis de Zeeman é proporcional ao campo magnético, este efeito foi usado por astrônomos para medir o campo magnético do Sol e de outras estrelas.
Também há um efeito Zeeman anômalo que aparece nas transições onde a teia de spins dos elétros não é 0. Se chama anômalo porquê o spin não tinha sido descoberto e então não havia uma boa explicação para o fenômeno. Na verdade naquele momento procurava-se a comprovação de um momento angular do átomo e o que estava sendo representado pelo experimento era o spin eletrônico.
Se a intensidade do campo magnético é muito grande, o efeito não é mais linear, este efeito é chamado efeito Paschen-Back.

## A frequência de Larmor e o efeito Zeeman normal (tratamento clássico)

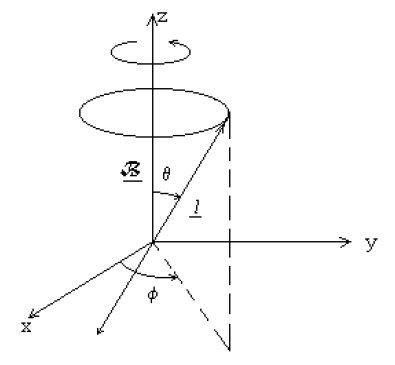
A precessão do vetor momento angular num campo magnético.

Consideremos o efeito de um campo magnético fraco em um electrão em
movimento circular numa órbita planar.
Assumindo que o campo magnético é aplicado ao longo do eixo z e o momento angular é orientado num ângulo θ com respeito ao eixo z, conforme mostrado na figura ao lado.
O torque agindo sobre {\displaystyle {\vec {I}}} é dado por
{\displaystyle {\vec {\tau }}={\vec {\mu }}\times {\vec {B}}={\vec {\mu }}\wedge {\vec {B}}}
este é direcionado para o plano da página, na direção de ф.
Agora, o torque também é igual a taxa de variação do momento angular, então nós temos
{\displaystyle {\vec {\tau }}_{l}={\frac {d{\vec {l}}}{dt}}=\mu _{i}\wedge {\vec {B}}=\gamma _{l}{\vec {l}}\wedge {\vec {B}}} (X)
Mas
{\displaystyle |d{\vec {l}}|=l.\operatorname {sen} \theta .d\phi }
Então a forma escalar da Equação (X) torna-se
{\displaystyle l.\operatorname {sen} \theta .{\frac {d\phi }{dt}}=\gamma _{l}.l.B.\operatorname {sen} \theta } (Z)
Definindo a velocidade precessional pela relação:
{\displaystyle \omega _{L}={\frac {d\phi }{dt}}}
De modo que Eq (Z) torna-se
{\displaystyle \omega _{L}=\gamma _{l}B={\frac {e}{2m}}B}
A velocidade angular {\displaystyle \omega _{L}} é chamada a freqüência de Larmor.
Assim, o vetor momento angular realiza movimento de precessão em torno do eixo z na freqüência Larmor como resultado do torque produzido pela ação de um campo magnético sobre o seu momento magnético associado. 
Usando a relação de Planck, a energia associada com a frequência de Larmor é
{\displaystyle \Delta E=\pm \omega _{L}\hbar =\pm {\frac {e\hbar B}{2m}}=\pm \mu _{B}B} (Y)
onde os sinais se referem ao sentido de orientação. Será observado que esta 
diferença de energia é a energia potencial de um dipolo magnético cujo momento é um magnetão de Bohr.
A energia dipolar é dada pela relação
{\displaystyle \Delta E=-{\vec {\mu }}.{\vec {B}}}
Na (Y), o sinal positivo corresponde ao alinhamento antiparalelo enquanto o sinal negativo (menor energia) indica alinhamento paralelo.
O efeito geral desta energia associada com a freqüência de Larmor é que, se a energia de um electrão tendo um momento {\displaystyle {\vec {\mu }}_{B}} é {\displaystyle E_{o}} na ausência de um campo aplicado, então num campo magnético {\displaystyle {\vec {B}}} ele pode assumir uma das energias
{\displaystyle E_{0}\pm \mu _{B}B}

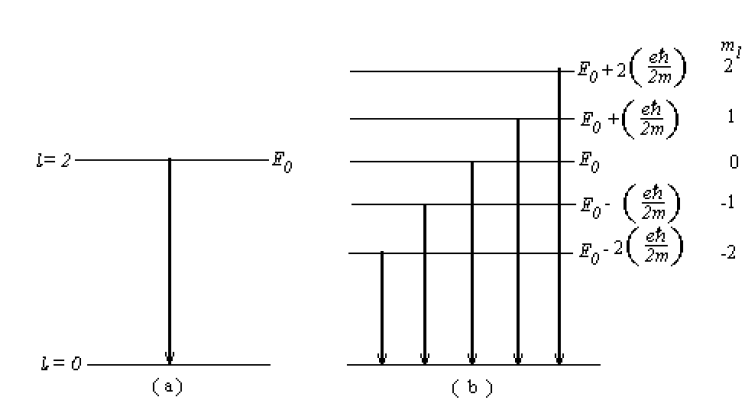
Transições com e sem campo magnético

Assim, numa coleção de partículas atómicas idênticas do tipo discutido, um campo magnético produz um tripleto de níveis, chamado um tripleto de Lorentz cujas energias são
{\displaystyle E_{0}} e {\displaystyle E_{0}\pm \mu _{B}B}
Este fenômeno é conhecido como efeito Zeeman normal.
O efeito Zeeman é, na verdade, mais complexo do que foi apresentado no tratamento clássico. O spin do elétron é excluído no modelo clássico. 
Assim, quando um campo magnético é aplicado os momentos angulares orbital e de spin realizarão movimento de precessão.
As separações do nível energético resultantes não podem ser explicadas classicamente e assim requerem um tratamento de mecânico quântico. Como consequência deste comportamento inexplicável, o efeito Zeeman mais geral, incluindo spin foi historicamente designado erradamente como o efeito Zeeman anómalo.

## Hamiltoniano
O hamiltoniano total de um átomo em um campo magnético é:
{\displaystyle H=H_{0}+H_{1}=H_{0}+\sum _{\alpha }\xi ({\vec {r_{\alpha }}}){\vec {L}}\cdot {\vec {S}}-\sum _{\alpha }{\vec {\mu _{\alpha }}}\cdot {\vec {B}}}
onde {\displaystyle H_{0}} é o Hamiltoniano não perturbado do átomo, e os somatórios sobre α são somatórios sobre os elétrons do átomo. O termo
{\displaystyle \xi ({\vec {r_{\alpha }}}){\vec {L}}\cdot {\vec {S}}}
é a junção LS para cada elétron (indexado por α). O somatório desaparece se há apenas um elétron. A ligação do campo magnético
{\displaystyle {\vec {\mu _{\alpha }}}\cdot {\vec {B}}={\frac {\mu _{B}}{\hbar }}(g_{L}{\vec {L}}+g_{S}{\vec {S}})\cdot {\vec {B}}}
é a energia devida ao momento magnético μ do α-ésimo elétron. Ele pode ser escrito como somatório das contribuições do momento orbital angular e do momento angular de spin, com cada um multiplicado pelo fator g de Landé. Projetando o vetor quantidades no eixo z, o hamiltoniano pode ser escrito como
{\displaystyle H=H_{0}+\xi (r){\vec {L}}\cdot {\vec {S}}+\mu _{B}(g_{L}L_{z}+g_{s}S_{z})B_{z}\approx H_{at}+{\frac {\mu _{B}}{\hbar }}(J_{z}+S_{z})B_{z}}
onde a aproximação resulta do fator g como {\displaystyle g_{L}=1} e {\displaystyle g_{S}\approx 2}.  O somatório sobre os elétrons foi omitido.  Aqui, {\displaystyle J_{z}=L_{z}+S_{z}} é o momento angular total, e a junção LS foi agrupada em {\displaystyle H_{0}}.
O tamanho do termo interação H ' não é sempre pequeno, e pode induzir grandes efeitos no sistema. No efeito Paschen-Back, H ' não pode ser tratado como uma perturbação, já que sua magnitude é comparável (ou até maior) que o sistema {\displaystyle H_{at}}. O termo H ' não comuta com {\displaystyle H_{at}}. Em particular, {\displaystyle S_{z}} não comuta com a interação spin-órbita em {\displaystyle H_{at}}.

## O fator g de Landé

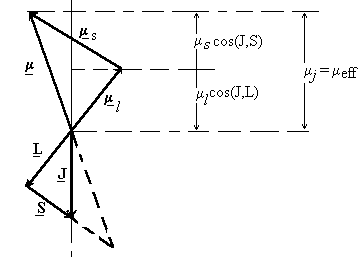
O momento magnético total não é colinear com o momento angular.

As contribuições orbital e de spin para o momento magnético são dadas por
{\displaystyle {\vec {\mu }}_{l}={\frac {g_{l}.e}{2m_{o}}}.{\vec {L}}=-g_{l}.\mu _{B}{\sqrt {l(l+1)}}.{\hat {l}}}
{\displaystyle {\vec {\mu }}_{s}={\frac {g_{s}.e}{2m_{s}}}.{\vec {S}}=-g_{s}.\mu _{B}{\sqrt {s(s+1)}}.{\hat {s}}}
Onde {\displaystyle g_{l}=1\;e\;g_{s}=2,004\approx 2}
Agora, quando {\displaystyle {\vec {L}}\;e\;{\vec {S}}} combinam, temos
{\displaystyle {\vec {J}}={\vec {L}}+{\vec {S}}\;e\;{\vec {\mu }}={\vec {\mu }}_{l}+{\vec {\mu }}_{s}}
{\displaystyle {\vec {\mu }}={\frac {\mu _{B}}{\hbar }}({\vec {L}}+2{\vec {S}})}
É evidente a partir das expressões para {\displaystyle {\vec {J}}\;e\;{\vec {\mu }}} que o momento magnético total não é, em geral, colinear com o momento angular total, conforme ilustrado na Figura
Dado que {\displaystyle {\vec {L}}\;e\;{\vec {S}}} precessiona em torno de {\displaystyle {\vec {J}}} é aparente que {\displaystyle {\vec {\mu }}}  também precessiona em torno de {\displaystyle {\vec {J}}}
No entanto, o momento magnético eficaz, isto é a componente de {\displaystyle {\vec {\mu }}} ao longo de {\displaystyle {\vec {J}}} mantém o valor constante,
Definimos o fator g de Landé como
{\displaystyle g=1+{\frac {j(j+1)+s(s+1)-l(l+1)}{2j(j+1)}}} (Z)
E o momento magnético efetivo torna-se
{\displaystyle |\mu _{j}|=g.\mu _{B}{\sqrt {j.(j+1)}}}
Para spin zero, a equação (Z) reduz-se  ao caso clássico de g = 1 e para l = 0, g = 2.  Agora estamos em uma posição para incluir o denominado efeito Zeeman anômalo.
O momento magnético correspondente ao longo da direção do campo, considerado como a direcção do eixo z, será então
{\displaystyle \mu _{z}-g.\mu _{B}.m_{l};}
tendo uma energia dipolar magnética :
{\displaystyle E=g.m_{j}\mu _{B}B}
No caso de clássico, g = 1, mas na Equação acima, g depende dos números quânticos l, s e j.
Num campo magnético {\displaystyle {\vec {B}}}, tal que {\displaystyle \mu _{B}B} é menor do que a energia de spin-órbita, j e {\displaystyle m_{j}} são bons números quânticos e as energias dos estados se desdobram como mostrado na tabela a seguir.
Assim, o denominado efeito Zeeman "anómalo" é o que normalmente seria de esperar
de um electrão tendo spin semi-inteiro em um campo magnético fraco.
O efeito Zeeman "normal" ou clássico não pode ocorrer para um único electrão em um
campo magnético fraco devido o termo de spin na Eq (Z).
No entanto, nos átomos em que os spin são combinados para que o spin total seja zero, o valor de g para todos os estados espectroscópicos é o valor clássico e apenas três linhas espectrais são observadas.